# اوماک (واشینگتن)
اوماک (به انگلیسی: Omak) شهری در شهرستان اوکانوگان ایالت واشنگتن است که در سرشماری سال ۲۰۱۰ میلادی، ۴۸۴۵ نفر جمعیت داشته است.